# Eparchie irkutská
Eparchie Irkutsk je eparchie ruské pravoslavné církve nacházející se v Rusku.

## Území a titul biskupa
Zahrnuje správní hranice území Irkutského, Alarského, Angarského, Balaganského, Bajandajevského, Bochanského, Kačugského, Olchonského, Osinského, Sljuďanského, Usolského, Usť-Kutského, Usť-Udinského, Čeremchovského, Čunského, Šelechovského a Echirit-Bulagatského rajónu Irkutské oblasti.
Eparchiálnímu biskupovi náleží titul biskup irkutský a angarský.

## Historie
Roku 1707 byl založen irkutský vikariát tobolské metropole s titulem biskupa irkutský a něrčinský. Roku 1727 byl vikariát povýšen na samostatnou eparchii.
Rozsáhlá eparchie, která od roku 1731 zahrnovala území Jakutska se rozšířila na celou Sibiř, ruský Dálný východ a na Aljašku. V prosinci 1840 byla zřízena z části jejího území eparchie kamčatská, kurilská a aleutská, do které bylo 26. června 1852 přeřazeno území Jakutska.
Dne 28. ledna 1894 vznikl vikariát Čita, který byl 12. března téhož roku povýšen na eparchii. Na začátku 20. století měla eparchie hranice podobné těm moderním. Po Ruské revoluci roku 1917 byly pod tlakem autorit zničeny a uzavřeny duchovní instituce Sibiře a Dálného východu. Zrušeny byly i místní eparchie, jejichž území se z větší části ve 30. letech navrátilo zpět do irkutské eparchie. Stejný osud potkalo i irkutskou eparchie, která byla však roku 1943 obnovena.
V letech 1945-1949 spravovala území Dálného východu eparchie chabarovská. Následně převzala jurisdikci irkutská eparchie.
Až do konce sovětského období byla irkutská eparchie největší v Ruské pravoslavné církvi.
Roku 1993 byla rozhodnutím Svatého synodu zřízena z části území eparchie nová eparchie jakutská a roku 1994 eparchie čitská.
Dne 5. října 2011 byly z Eparchie odděleny nové eparchie Bratsk a Sajansk. O den později byly eparchie bratská, irkutská a sajanská včleněny do nově vzniklé irkutské metropole.

## Seznam biskupů

### Irkutský a Něrčinský vikariát tobolské metropole
- 1706–1714 Varlaam (Kossovskij)

### Irkutská eparchie
- 1721–1721 Ignatij (Smola)
- 1727–1731 Innokentij (Kulčickij), svatořečený
- 1732–1747 Innokentij (Něrunovič)
- 1753–1771 Sofronij (Kristalevskij), svatořečený
- 1772–1789 Michail (Mitkevič)
- 1789–1814 Veniamin (Bagrjanskij)
- 1814–1830 Michail (Burdukov)
- 1830–1831 Irinej (Něstorovič)
- 1831–1835 Meletij (Leontovič), svatořečený
- 1835–1838 Innokentij (Alexandrov)
- 1838–1853 Nil (Isakovič)
- 1853–1856 Afanasij (Sokolov)
- 1856–1860 Jevsevij (Orlinskij)
- 1860–1873 Parfenij (Popov)
- 1873–1892 Veniamin (Blagonravov)
- 1892–1892 Makarij (Darskij)
- 1892–1911 Tichon Troickij-Doněbin
- 1911–1915 Serafim (Meščerjakov)
- 1916–1918 Ioann (Smirnov)
- 1918–1920 Zosima (Sidorovskij)
- 1920–1920 Iakov (Pjatnickij)
- 1920–1924 Anatolij (Kamenskij), svatořečený mučedník
- 1924–1925 Gurij (Stěpanov), svatořečený mučedník
- 1924–1924 Ioann (Bratoljubov), dočasný administrátor
- 1925–1926 Iraklij (Popov), dočasný administrátor
- 1926–1927 Jevsevij (Rožděstvenskij), dočasný administrátor, svatořečený mučedník
- 1927–1929 Kiprian (Komarovskij), dočasný administrátor
- 1929–1930 Varsonofij (Luzin)
- 1930–1933 Dionisij (Prozorovskij)
- 1933–1937 Pavel (Pavlovskij)
  - 1938–1943 eparchie neobsazena
- 1943–1943 Filipp (Stavickij), nepřevzal eparchii
- 1944–1948 Varfolomej (Gorodcev), dočasný administrátor
- 1948–1949 Juvenalij (Kilin)
- 1949–1958 Palladij (Šerstěnnikov)
- 1958–1973 Veniamin (Novickij)
- 1973–1975 Vladimir (Kotljarov)
- 1975–1980 Serapion (Fadějev)
- 1980–1982 Mefodij (Němcov)
- 1982–1984 Juvenalij (Tarasov)
- 1984–1990 Chrizostom (Martiškin)
- 1990–2019 Vadim (Lazebnyj)
- od 2019 Maximilian (Kljujev)